# Urupema
Urupema là một đô thị thuộc bang Santa Catarina, Brasil. Đô thị này có diện tích 353 km², dân số năm 2007 là 2566 người, mật độ 7,3 người/km².